# カワニナ
カワニナ（川蜷、学名：Semisulcospira libertina）は、カワニナ科に分類される淡水性の細長い巻貝の一種。東アジアに分布し、ゲンジボタルやヘイケボタルといったホタルの水生幼虫の餌としても知られている。
なお「カワニナ」という語はカワニナ科 Pleuroceridae に分類される貝類全体や、さらにはオニノツノガイ上科に分類される貝類のうち淡水から汽水域に生息する複数の科、すなわちカワニナ科、トゲカワニナ科 Thiaridae、Pachychilidae、Paludomidae などの貝類の総称としても用いられることがあるが、その場合は「カワニナ類」の意である。これらカワニナ類のうち日本には2科が分布し、琵琶湖水系からは独特な種分化を遂げた十数種ものカワニナ科の固有種が知られ（後述）、南日本の汽水域にはタケノコカワニナなどトゲカワニナ科（トウガタカワニナ科）の複数種が分布するが、外見が似ていて同定が難しいものも多い。
以下はカワニナ科の一種カワニナ Semisulcospira libertina という種について述べる。

## 特徴
成貝は殻長30ミリメートル・殻径12ミリメートルほどで、全体的に丸みを帯びた円錐形をしている。螺層（巻き）がよく残った個体では10階を超えるが、通常は殻頂が浸食によって失われ、下の3-4階だけが残る。殻本体の色は白いが、表面にオリーブ色や淡褐色の厚い殻皮を被り、時に色帯を持つ。多くは鉄分の付着により黒っぽく見える。類似種としてはチリメンカワニナやクロダカワニナがある。また殻の模様や形、大きさなどからオオカワニナ、ミスジカワニナ、スジマキカワニナ、シマカワニマ等々の名で呼ばれたものもあるが、いずれも個体変異や地方変異、あるいは生態型とみなされている。
日本（北海道南部以南）、朝鮮半島、中国、台湾まで、東アジアの亜熱帯域・温帯域に広く分布する。
川や用水路、湖沼などの淡水底に生息するが、都市部の河川など汚染の進んだ水域では見られない。落ち葉などが積もるような流れが緩い区域に多く、流れが速い渓流には少ない。主に落ち葉、付着珪藻、デトリタスなどの有機物を餌としている。天敵としては、ゲンジボタルやヘイケボタルの幼虫だけでなく、コイ、モクズガニ、サワガニなどが存在する。
繁殖期は春と秋で、雌は卵ではなく微小な仔貝を300 - 400匹ほど産み落とす。なお産卵前の仔貝は胎児殻と呼ばれ、その形態や数は種の識別の目安にされる。

## 利用
肉は一部地域で食用とされるが、一般的ではない。また、肺吸虫、横川吸虫等の第一中間宿主となることが報告されている。貝から人体に直接感染はしないが、予防対策上注意が必要である。
日本では、夜に生物発光するホタルは鑑賞対象として人気があり、ホタルの繁殖を促す目的などで、都市近郊などでカワニナをビオトープに持ち込んだり、野菜くずを与えて増やしたりする取り組みも行なわれている。カワニナは清流に棲息すると思われがちであるが、実際はある程度の有機物のある川に多産するため、山間部でも本種を増やすために野菜くずなどを川に投入し、成功を収めた例もある。
『新日本製鐵株式会社 環境報告書 平成11年度』19頁によれば、大分製鉄所でスラグに含まれる酸化カルシウムとケイ酸がカワニナの生育に有効であることを利用して､カワニナの増殖に成功している｡それらの性質を利用してカワニナやそのエサのケイソウが増殖するコンクリート擁壁の特許も公開されている。（特開平11-247207、特願平10-48001）
他方、増やすカワニナを地元で採取することが面倒なので業者から購入しているという自治体や自然保護団体もある。しかしこういった人為的移入は地域的なカワニナの特徴・遺伝的相違を攪乱する遺伝子汚染となる。また、移入したカワニナにタイワンシジミやコモチカワツボなどの外来種が付着して進入する可能性もあり、安易に他所のカワニナを移植してはならない。

## 分類

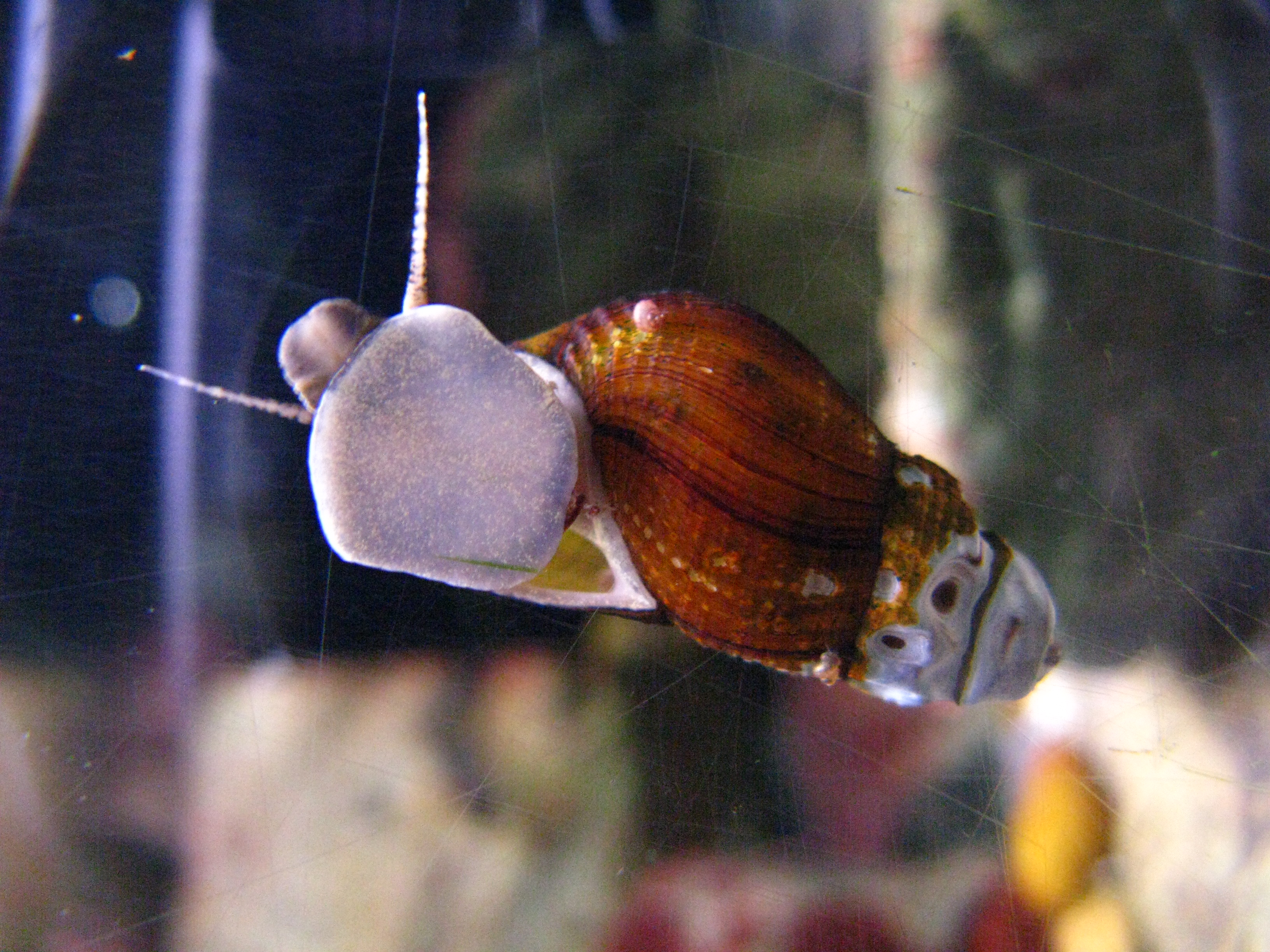
カワニナ属の一種（大阪市水道記念館飼育個体）

カワニナ科 Pleuroceridae には多くの種類があり、カワニナの種内でも多くの変異（かつては亜種とされたものもある）が知られる。また琵琶湖・淀川水系では独自の種分化を遂げたビワカワニナ種群（Biwamelania 亜属）が知られている。カワニナの類似種であるチリメンカワニナやクロダカワニナもゲンジボタル幼虫の餌となる。

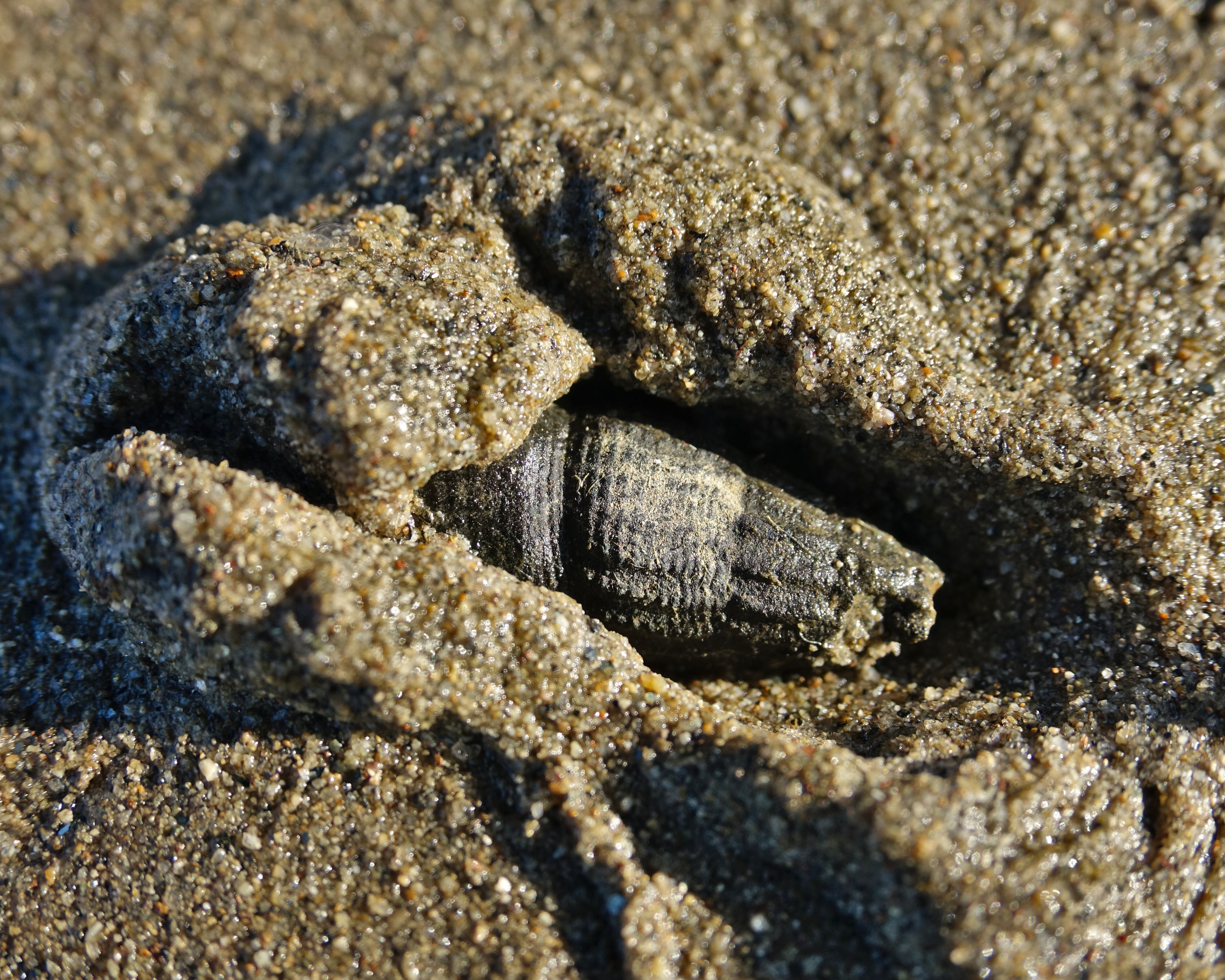
チリメンカワニナ

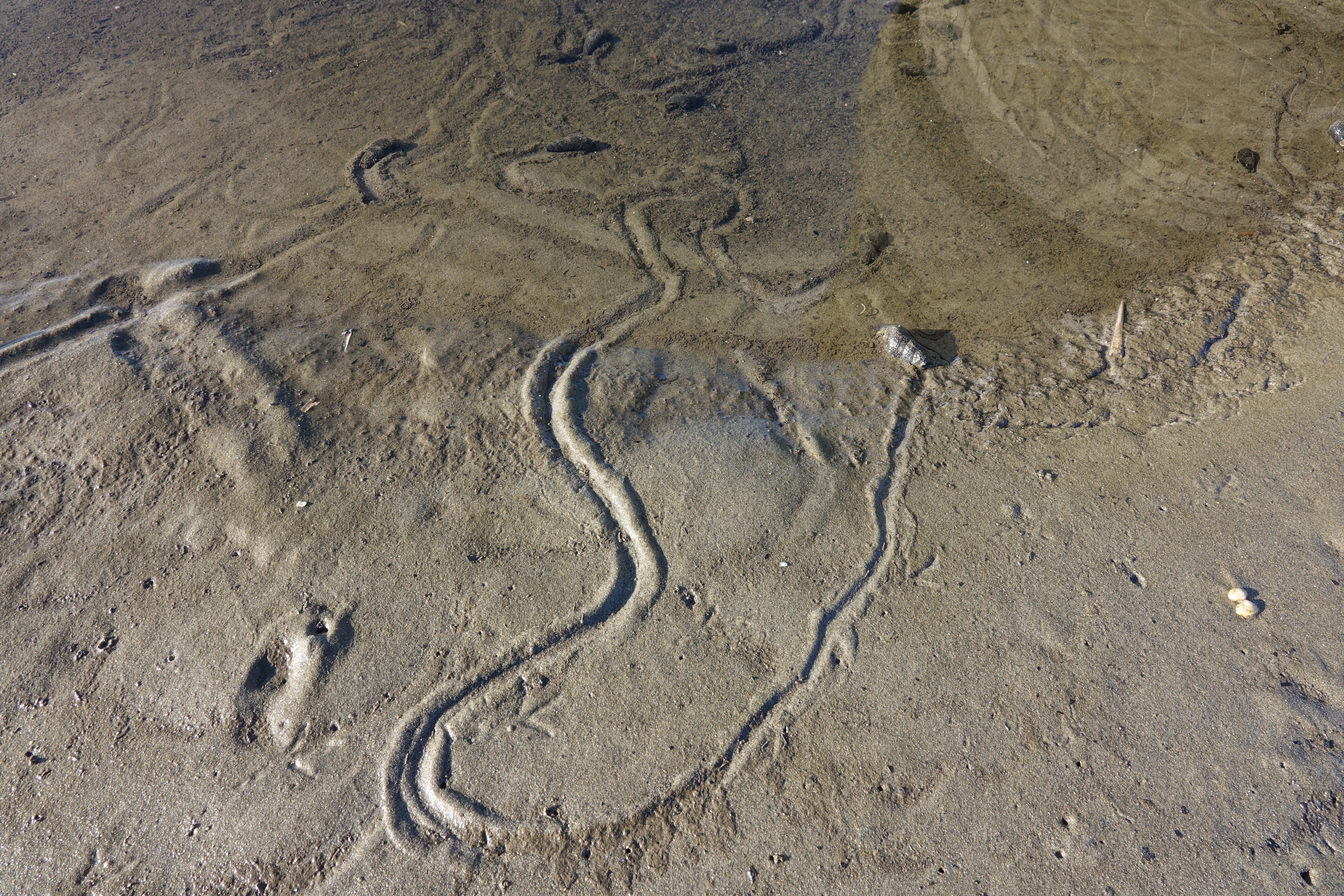
チリメンカワニナの這いずり痕

カワニナ属 Semisulcospira
- カワニナ Semisulcospira libertina - 模式種

- チリメンカワニナ Semisulcospira reiniana - 典型的なものでは殻表に細かい肋が縦横に走り、和名通りちりめん状を呈する。
- クロダカワニナ Semisulcospira kurodai - 本州中部に広く生息する。
- キタノカワニナ Semisulcospira dolorosa - 北海道周辺などの寒冷地にも生息する。

Biwamelania 亜属 - 琵琶湖水系に分布
- ホソマキカワニナ Semisulcospira (Biwamelania) arenicola
- タテヒダカワニナ Semisulcospira (Biwamelania) decipiens
- フトマキカワニナ Semisulcospira (Biwamelania) dilatata
- ナンゴウカワニナ Semisulcospira (Biwamelania) fluvialis
- クロカワニナ Semisulcospira (Biwamelania) fuscata
- ハベカワニナ Semisulcospira (Biwamelania) habei
- モリカワニナ Semisulcospira (Biwamelania) morii
- イボカワニナ Semisulcospira (Biwamelania) multigranosa
- ナカセコカワニナ Semisulcospira (Biwamelania) nakasekoae
- ヤマトカワニナ Semisulcospira (Biwamelania) niponica
- オオウラカワニナ Semisulcospira (Biwamelania) ourense
- カゴメカワニナ Semisulcospira (Biwamelania) reticulata
- タテジワカワニナ Semisulcospira (Biwamelania) rugosa
- シライシカワニナ Semisulcospira (Biwamelania) shiraishiensis
- タケシマカワニナ Semisulcospira (Biwamelania) takeshimensis